# Adam Müller von Nitterdorf
Adam Heinrich Müller von Nitterdorf, född 30 juni 1779 i Berlin, död 17 januari 1829 i Wien, var en tysk-österrikisk statsrättslärare, diplomat och föregångare till den romantiska ekonomikritiken.

## Biografi
Efter avslutade studier reste Müller i flera länder, däribland Danmark och Sverige. År 1805 konverterade han i Wien till katolicismen och anslöt sig härmed till den av Klemens von Metternich och Friedrich von Gentz ledda reaktionen, vars redskap han blev. Den österrikiska regeringen använde honom till olika uppdrag av diplomatisk art, och Frans II belönade honom med adelskap år 1826.

## Politisk filosofi
Müllers stats- och samhällslära betecknar den yttersta och mest konsekvent genomförda reaktionen mot 1700-talets liberalism och franska revolutionens frigörelsesverk. Hans av katolsk-mystisk religionssvärmeri färgade ideal är den medeltida feodalstaten med dess auktoritära patriarkaliska familjeorganisation och dess primitiva naturaekonomi.